# Alexandre Varlamov
Pour les articles homonymes, voir Varlamov.
Alexandre Iegorovitch Varlamov, né le 15 (27) novembre 1801 à Moscou et mort le 15 (27) octobre 1848 à Saint-Pétersbourg, est un compositeur russe.

## Biographie
Alexandre Varlamov est le fils d'un officier, descendant de la petite aristocratie militaire moldave. Il est élève de Dimitri Bortnianski et petit chanteur à la chapelle impériale. De 1819 à 1823, Varlamov est chef de chœur de l'église russe de La Haye. Il paraît aussi sur scène en tant que chanteur et guitariste. Ensuite de retour en Russie, il est professeur de musique à Moscou. De 1829 à 1831, il est professeur de chant du chœur de la chapelle impériale de Saint-Pétersbourg. Il est aussi chanteur (avec une voix de ténor) et chargé entre autres d'enseigner les parties solistes aux jeunes garçons de la chapelle impériale.
Il devient ensuite à partir de 1832 compositeur pour les théâtres impériaux de Moscou. C'est en 1833 que ses romances sont publiées pour la première fois.
Varlamov est professeur de musique, d'abord à Saint-Pétersbourg, où il fait la connaissance de Glinka, au cours de soirées musicales; puis à Moscou (en 1932-1844 il  travaillait dans les théâtres impériaux de Moscou), et après 1845 à Saint-Pétersbourg encore.
Il est l'auteur de la musique de deux ballets (Les Amusements du sultan en 1834 - ru : «Забавы султана, или Продавец невольников» - et Le Petit Poucet en 1838 - ru : «Хитрый мальчик и людоед, или Мальчик-с-пальчик») pour le théâtre Bolchoï, la chorégraphie de Félicité Hullin-Sor), de musiques de chœur, et de scène, de romances, de morceaux de piano et de nombreux Lieder, dont le populaire Krassny sarafan (Le Sarafane rouge). Ses œuvres complètes ont été éditées à Saint-Pétersbourg entre 1861 et 1864.
Alexandre Varlamov est le père de Constantin Varlamov (1848-1915), acteur du théâtre Alexandra. Alexandre Varlamov est l'arrière-grand-père du compositeur russe Alexandre Vladimirovitch Varlamov (1904-1990).

## Les modernes exécutions
- «Белеет парус одинокий» de Mikhaïl Lermontov, Sergueï Lemechev chante
- «Соловей-соловушка» d’Alexeï Koltsov (Anatoliy Aleksandrovitch chante)
- «На заре ты ее не буди», la poème d’Afanassi Fet
- «Что затуманилась, зоренька ясная?..», Dmitri Khvorostovski chante
- La prière (Молитва) de Mikhaïl Lermontov, Oleg Pogudin chante
- «Красный сарафан» (Le Sarafane rouge) de N. Tsyganov (ru: Николай Григорьевич Цыганов), Olga Koulitchova chante